# Camille Ferrand
Camille Ferrand, né le 10 janvier 1892 à Boussac-Bourg (Creuse) et mort le 30 avril 1963 à Guéret (Creuse), est un homme politique français.

## Biographie
Député de la Creuse de 1928 à 1936, il est élu sénateur de la Creuse le 30 octobre 1937, puis réélu le 10 janvier 1939, mandat qu'il conserve jusqu'au 21 octobre 1945 et après lequel il ne se représente pas. Le 10 juillet 1940, il vote les pleins pouvoirs au maréchal Pétain. 
Son neveu Pierre Ferrand, pharmacien, radiologue, est maire de Royère-de-Vassivière et député de la Creuse.